# Pierre Rocolle
 (juillet 2015).
Si vous disposez d'ouvrages ou d'articles de référence ou si vous connaissez des sites web de qualité traitant du thème abordé ici, merci de compléter l'article en donnant les références utiles à sa vérifiabilité et en les liant à la section « Notes et références ».
Pour les articles homonymes, voir Rocolle.
Pierre Rocolle né le 30 mars 1907 à Saint-Mihiel (Meuse) et mort le 31 janvier 1998 à Roubaix (Nord) est un officier d'infanterie, professeur et historien français.

## Biographie
Pierre, Paul, François, Marie Rocolle nait à Saint-Mihiel le 30 mars 1907. Après une carrière militaire durant la Seconde Guerre mondiale où il est nommé colonel, il devient professeur à l'École de guerre entre 1955 et 1958. Il obtient le diplôme de l'Institut d'études politiques de Paris. Il enseigne ensuite l'histoire contemporaine pendant 15 ans à l'Institut catholique de Paris dont il est professeur honoraire. Durant ces années, il a écrit de nombreux livres sur l'histoire militaire. En 1970, il obtient son doctorat ès lettres à Lille. Il est le père du colonel Michel Rocolle.
Il meurt le 31 janvier 1998 à Roubaix.

## Publications
Il est l'auteur d'une quarantaine d'ouvrages parmi lesquels :
- Comme vous de la IIIème Augusta : Histoire de la légion romaine de Tunisie, Paris, le Minaret, 1943 ;
- L'Arme aéroportée clé de la victoire ?  (préf. André Le Troquer, général de Breuillac), t. 1, Limoges, Charles Lavauzelle et Cie, 1948, 192 p. (BNF 32577632) ;
- L'Arme aéroportée clé de la victoire ?, t. 2, Limoges, Charles Lavauzelle et Cie, 1948, 246 p. (BNF 32577633) ;
- Le béton a-t-il trahi ? : historique de la ligne Maginot et de la ligne Mareth  (ill. capitaine Raymond Henry), Mirambeau, Mirambeau, 1950, 98 p. (BNF 32577634, ASIN B00175V73G) ;
- Pourquoi Diên Biên Phu?, Paris, Flammarion, coll. « Vieux Fonds Fic », 1992, 608 p. (ISBN 978-2-08-060339-5, BNF 36278406) ;
- L'hécatombe des généraux, Paris, Lavauzelle, coll. « L'histoire, le moment », 1980, 373 p. (BNF 34634995) ;
- Un prisonnier de guerre nommé Jeanne d'Arc, Paris, Sos, 1989, 199 p. (ISBN 978-2-7185-0906-8 et 2-7185-0906-6, BNF 34687154) ;
- Trois vies, une idéologie, Paris, Charles Lavauzelle et Cie, coll. « L'histoire, le moment », 1987, 340 p. (ISBN 978-2-7025-0172-6, BNF 34974335) ;
- 2000 ans de fortification française, t. 1 + 2, Limoges, Charles Lavauzelle et Cie, 1973, 365 + 262 (BNF 41614920)  réédité en 2008 ;
- 2000 ans de fortification française : du 4e siècle avant Jésus-Christ au mur de l'Atlantique, Paris, Charles Lavauzelle et Cie, 2008, 682 p. (ISBN 978-2-7025-1085-8, BNF 41258725) ;
- La guerre de 1940 : les illusions, novembre 1918-mai 1940, Paris, Armand Colin, 1990, 364 p. (ISBN 978-2-200-37201-9, BNF 35085158) ;
- La guerre de 1940 : La défaite, 10 mai-25 juin, Paris, Armand Colin, 1990, 413 p. (ISBN 2-200-37202-7, BNF 35085189);
- Le sac de Berlin : avril-mai 1945, Paris, Armand Colin, 1992, 221 p. (ISBN 978-2-200-21183-7, BNF 35545605).